# Juan Antonio Bardem
Pour les articles homonymes, voir Bardem.
Juan Antonio Bardem Muñoz est un réalisateur espagnol, né le 2 juin 1922 à Madrid où il est mort le 30 octobre 2002. Il fut considéré par la critique internationale comme l'un des réalisateurs les plus politisés de son pays et de son époque. Fils d'un couple d'acteurs espagnols, Rafael Bardem et Matilde Munoz Sampedro (es), il était aussi le frère de l'actrice Pilar Bardem et l'oncle de Javier Bardem.

## Biographie
Après des études d'ingénieur agronome, il obtient le diplôme de l'Institut des investigations et expériences cinématographiques de Madrid. Il débute en réalisant, avec Luis García Berlanga, un court métrage documentaire Paseo sobre une guerra antigua (1948). Sa collaboration avec Luis García Berlanga se poursuit avec le satirique Bienvenue Mr Marshall (1952), pour lequel il participe au scénario. Son premier film, personnel à double titre, Les Comédiens (Cómicos, 1953) décrit la réalité du monde théâtral qu'il connaît bien pour être lui-même fils de comédiens. Par la suite, Bardem exerce une critique pénétrante des mœurs de la classe bourgeoise sous le régime franquiste, en particulier dans deux œuvres très réussies : Mort d'un cycliste (1954) et Grand-rue (1956). Lui reprochant son appartenance au parti communiste d'Espagne, les autorités franquistes ordonnent son incarcération en 1956, avant même qu’il puisse finir Grand-rue. La censure de la bureaucratie du Caudillo s'exerce assez régulièrement contre lui en interdisant notamment la publication de sa revue cinématographique Objectivo.
En 1986, il reçoit la médaille d'or du mérite des beaux-arts du ministère de l'Éducation, de la Culture et des Sports espagnol. Le cinéma espagnol lui a décerné, à titre posthume, le prix Goya d'honneur pour l'ensemble de son œuvre.
Juan Antonio Bardem a quatre enfants, dont Miguel Bardem (es) Juan, Rafael et María. Il meurt d'une défaillance cardiaque en octobre 2002.

## Filmographie
- 1948 : Paseo por una guerra antigua, court-métrage coréalisé avec Berlanga
- 1951 : Ce couple heureux (Esa pareja feliz), coréalisé avec Berlanga
- 1954 : Les Comédiens (Cómicos)
- 1954 : Joyeux Noël (Felices Pascuas)
- 1955 : Mort d'un cycliste (Muerte de un ciclista)
- 1956 : Grand-rue (Calle Mayor)
- 1957 : La Vengeance (La venganza)
- 1959 : Sonatas (es)
- 1960 : A las cinco de la tarde
- 1962 : Les Innocents (Los inocentes)
- 1963 : Une femme est passée (Nunca pasa nada)
- 1965 : Les Pianos mécaniques
- 1968 : El ultimo día de la guerra
- 1971 : Variétés (es)
- 1972 : Les Evasions célèbres (série télévisée)
- 1973 : La Corruption de Chris Miller (La corrupción de Chris Miller)
- 1973 : L'Île mystérieuse (La isla misteriosa) (feuilleton télévisé)
- 1976 : El poder del deseo
- 1977 : El puente
- 1979 : Les Sept Jours de janvier (Siete días de enero)
- 1982 : Die Mahnung (La advertencia)
- 1985 : La huella del crimen (mini-série télévisée), un épisode
- 1985 : España, una fiesta (court métrage)
- 1987 : Lorca, muerte de un poeta (série télévisée)
- 1993 : El joven Picasso (mini-série télévisée)
- 1997 : Resultado final